# روجر فان
روجر فان (بالإنجليزية: Roger Fan) مواليد 11 أغسطس 1972 في بالتيمور، هو ممثل أمريكي بدأ مسيرته الفنية سنة 1998.

## الأعمال
- السرعة والغضب
- ساعة الذروة

## وصلات خارجية
- روجر فان على موقع IMDb (الإنجليزية)
- روجر فان على موقع ألو سيني (الفرنسية)
- روجر فان على موقع أول موفي (الإنجليزية)
- روجر فان على موقع قاعدة بيانات الأفلام السويدية (السويدية)
- روجر فان على موقع قاعدة بيانات الفيلم (الإنجليزية)
- روجر فان على موقع كينوبويسك (الروسية)
- الموقع الرسمي